# 藤堂元長
藤堂 元長（とうどう もとなが）は、伊勢国津藩藤堂采女家第6代。伊賀国上野城代。2代藩主藤堂高次の来孫。

## 家系
藤堂采女家は、藤堂高虎に仕え藤堂姓を与えられた藤堂元則に始まり、代々の当主が「采女」の通称を名乗る。本姓保田氏。家紋は追洲流、三文字。初代元則以降伊賀上野城代を世襲した。

## 略歴
宝暦10年（1760年）采女家第5代藤堂元福の長男として生まれる。母は旗本多羅尾光豊の娘三千。
天明元年（1781年）父元福が死去したため、家督を相続し上野城代に就任した。
寛政6年（1794年）6月2日、死去。享年35。家督は嫡男總治郎（元孝）が相続したが、まだ幼いため分家当主の元享が藩に看抱を命じられ、代わって上野城代に就任した。

## 人物
藩主藤堂高朗が戯れに、藤堂高文（高朗弟）を指差しながら元長に「この大樸（高文）という髪の長い老人は大悪人にて謀反を起こしそうな面相であろう？」と尋ねて返答に窮させた。